# Koru, Arapgir
Koru là một xã thuộc huyện Arapgir, tỉnh Malatya, Thổ Nhĩ Kỳ. Dân số thời điểm năm 2011 là 462 người.